# Fulder Aue–Ilmen Aue
Das Naturschutzgebiet Fulder Aue–Ilmen Aue liegt auf dem Gebiet von Gaulsheim, Nieder-Ingelheim und Frei-Weinheim im Landkreis Mainz-Bingen in Rheinland-Pfalz.
Das 338,08 ha große Naturschutzgebiet, das mit Verordnung vom 9. Januar 1995 unter Naturschutz gestellt wurde, erstreckt sich östlich der Kernstadt Bingen nördlich und nordöstlich des Bingener Stadtteils Gaulsheim. Am südöstlichen Rand des Gebietes verläuft die A 60, am nördlichen Rand fließt der Rhein.
Das Gebiet umfasst einen Teil der Rheinniederung im Überschwemmungsbereich des Rheins mit den Inseln Fulder Aue und Ilmen Aue und den Wasserflächen dazwischen.